# Bourret (Tarn-et-Garonne)
Pour les articles homonymes, voir Bourret.
Bourret (Borrèth [burrɛt] en occitan gascon) est une commune française, située dans le sud du département de Tarn-et-Garonne en région Occitanie.
Sur le plan historique et culturel, la commune est dans le pays de Rivière-Verdun, un petit pays d'élection de l'est de la Gascogne, à l'écart des grandes voies de communication, et s'étageant sur les terrasses de la rive gauche de la Garonne, entre la vallée de la Save et la Lomagne, et se prolongeant en Gascogne toulousaine.
Exposée à un climat océanique altéré, elle est drainée par la Garonne, le Tort, le ruisseau de Tessonne et par divers autres petits cours d'eau. La commune possède un patrimoine naturel remarquable : deux sites Natura 2000 (« Garonne, Ariège, Hers, Salat, Pique et Neste » et la « vallée de la Garonne de Muret à Moissac »), un espace protégé (le « cours de la Garonne, de l'Aveyron, du Viaur et du Tarn ») et deux zones naturelles d'intérêt écologique, faunistique et floristique.
Bourret est une commune rurale qui compte 974 habitants en 2022, après avoir connu une forte hausse de la population depuis 1968.  Elle fait partie de l'aire d'attraction de Toulouse. Ses habitants sont appelés les Bourretois ou  Bourretoises.

## Géographie

### Localisation
La commune est située en Lomagne sur la Garonne et sur l'ancienne route nationale 128 entre Montech et Beaumont-de-Lomagne.

### Communes limitrophes
Bourret est limitrophe de six autres communes.
Les communes limitrophes sont Escatalens, Cordes-Tolosannes, Mas-Grenier, Montaïn, Montech et Saint-Sardos.
|              | Cordes-Tolosannes | Escatalens |
| Montaïn      | Bourret           | Montech    |
| Saint-Sardos | Mas-Grenier       |            |

### Géologie et relief
La superficie de la commune est de 1 648 hectares ; son altitude varie de 79  à   171 mètres.

### Hydrographie

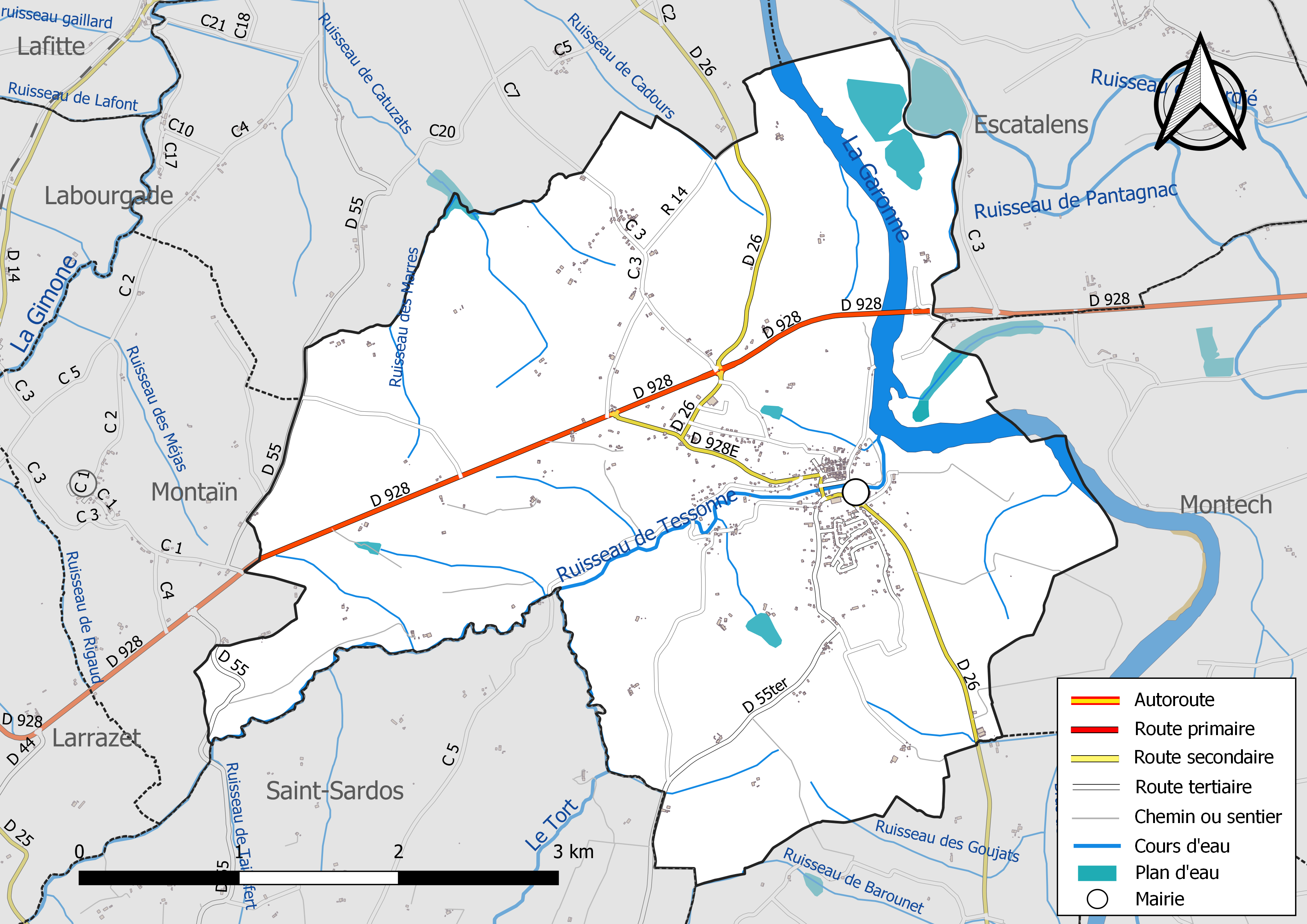
Réseaux hydrographique et routier de Bourret.

La commune est dans le bassin versant de la Garonne, au sein du bassin hydrographique Adour-Garonne. Elle est drainée par la Garonne, le Tort, le ruisseau de Tessonne, le ruisseau de Barounet, le ruisseau de Cadours, le ruisseau de Catuzats, le ruisseau des Goujats, le ruisseau des Marres et par divers petits cours d'eau, constituant un réseau hydrographique de 24 km de longueur totale,.
La Garonne est un fleuve principalement français prenant sa source en Espagne et qui coule sur 529 km avant de se jeter dans l’océan Atlantique.
Le Tort, d'une longueur totale de 11,1 km, prend sa source dans la commune de Comberouger et s'écoule d'est en ouest. Il se jette dans le ruisseau de Tessonne sur le territoire communal, après avoir traversé 3 communes.
Le ruisseau de Tessonne, d'une longueur totale de 21,8 km, prend sa source dans la commune de Faudoas et s'écoule du sud-ouest vers le nord-ouest. Il se jette dans la Garonne sur le territoire communal, après avoir traversé 10 communes.

### Climat
Pour des articles plus généraux, voir Climat de l'Occitanie et Climat de Tarn-et-Garonne.
En 2010, le climat de la commune est de type climat du Bassin du Sud-Ouest, selon une étude du Centre national de la recherche scientifique s'appuyant sur une série de données couvrant la période 1971-2000. En 2020, Météo-France publie une typologie des climats de la France métropolitaine dans laquelle la commune est exposée à un climat océanique altéré et est dans la région climatique Aquitaine, Gascogne, caractérisée par une pluviométrie abondante au printemps, modérée en automne, un faible ensoleillement au printemps, un été chaud (19,5 °C), des vents faibles, des brouillards fréquents en automne et en hiver et des orages fréquents en été (15 à 20 jours).
Pour la période 1971-2000, la température annuelle moyenne est de 13 °C, avec une amplitude thermique annuelle de 15,4 °C. Le cumul annuel moyen de précipitations est de 737 mm, avec 10,1 jours de précipitations en janvier et 5,5 jours en juillet. Pour la période 1991-2020, la température moyenne annuelle observée sur la station météorologique de Météo-France la plus proche, « Castelsarrasin », sur la commune de Castelsarrasin à 12 km à vol d'oiseau, est de 13,6 °C et le cumul annuel moyen de précipitations est de 698,6 mm. 
La température maximale relevée sur cette station est de 43,1 °C, atteinte le 24 août 2023 ; la température minimale est de −13,8 °C, atteinte le 9 février 2012,,.
Les paramètres climatiques de la commune ont été estimés pour le milieu du siècle (2041-2070) selon différents scénarios d'émission de gaz à effet de serre à partir des nouvelles projections climatiques de référence DRIAS-2020. Ils sont consultables sur un site dédié publié par Météo-France en novembre 2022.

### Milieux naturels et biodiversité

#### Espaces protégés
La protection réglementaire est le mode d’intervention le plus fort pour préserver des espaces naturels remarquables et leur biodiversité associée,.
Un  espace protégé est présent sur la commune : 
le « cours de la Garonne, de l'Aveyron, du Viaur et du Tarn », objet d'un arrêté de protection de biotope, d'une superficie de 1 262,3 ha.

#### Réseau Natura 2000

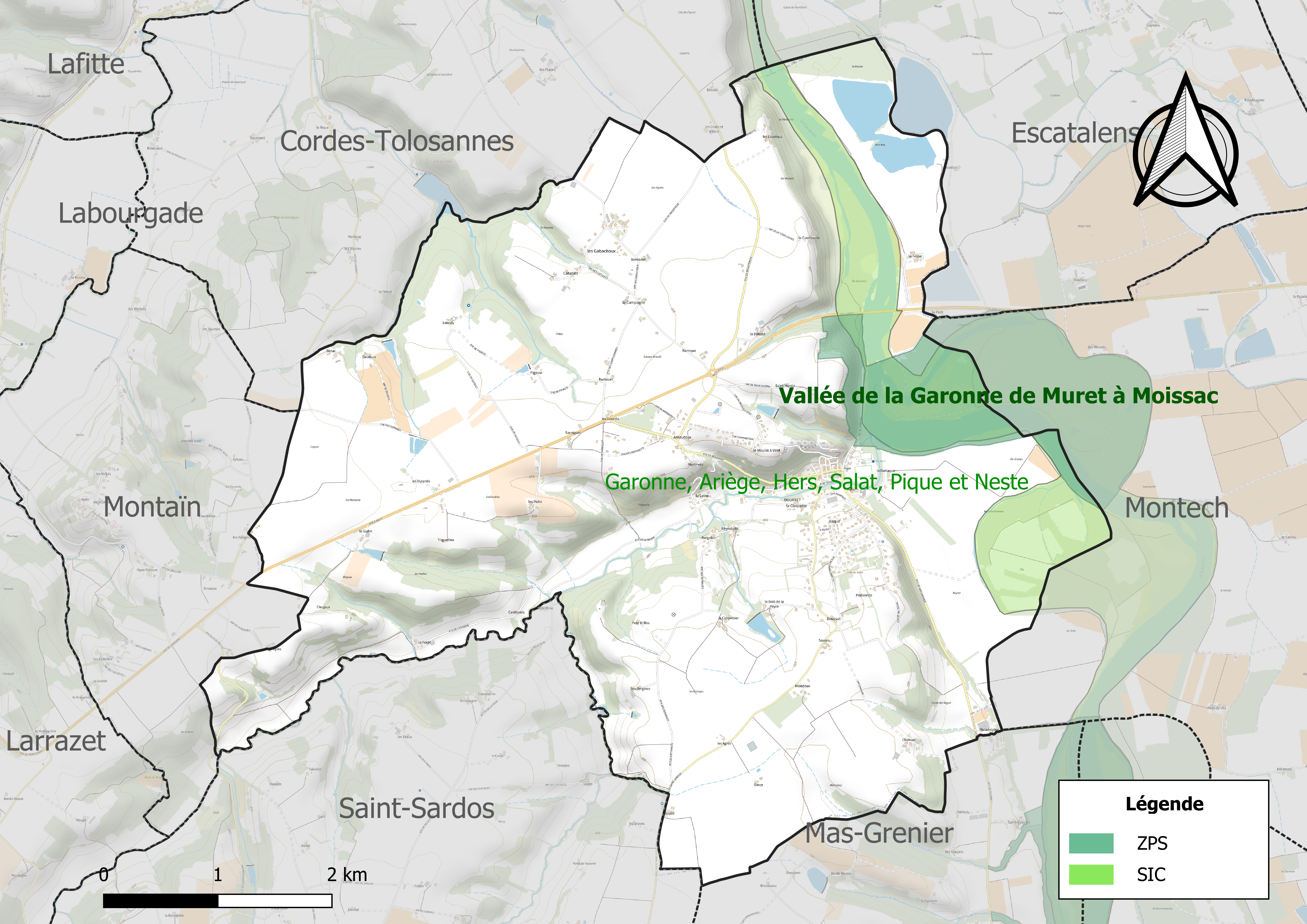
Site Natura 2000 sur le territoire communal.

Le réseau Natura 2000 est un réseau écologique européen de sites naturels d'intérêt écologique élaboré à partir des directives habitats et oiseaux, constitué de zones spéciales de conservation (ZSC) et de zones de protection spéciale (ZPS).
Un site Natura 2000 a été défini sur la commune au titre de la directive habitats :
- « Garonne, Ariège, Hers, Salat, Pique et Neste », d'une superficie de 9 581 ha, un réseau hydrographique pour les poissons migrateurs, avec des zones de frayères actives et potentielles importantes pour le Saumon en particulier qui fait l'objet d'alevinages réguliers et dont des adultes atteignent déjà Foix sur l'Ariège[20]

et un au titre de la directive oiseaux : 
- la « vallée de la Garonne de Muret à Moissac », d'une superficie de 4 493 ha, hébergeant une avifaune bien représentée en diversité, mais en effectifs limités (en particulier, baisse des populations de plusieurs espèces de hérons). Sept espèces de hérons y nichent, dont le héron pourpré, ainsi que le Milan noir (avec des effectifs importants), l'Aigle botté, le Petit gravelot, la Mouette mélanocéphale, la Sterne pierregarin et le Martin-pêcheur[21].

#### Zones naturelles d'intérêt écologique, faunistique et floristique
L’inventaire des zones naturelles d'intérêt écologique, faunistique et floristique (ZNIEFF) a pour objectif de réaliser une couverture des zones les plus intéressantes sur le plan écologique, essentiellement dans la perspective d’améliorer la connaissance du patrimoine naturel national et de fournir aux différents décideurs un outil d’aide à la prise en compte de l’environnement dans l’aménagement du territoire.
Une ZNIEFF de type 1 est recensée sur la commune :
« la Garonne de Montréjeau jusqu'à Lamagistère » (5 075 ha), couvrant 92 communes dont 63 dans la Haute-Garonne, trois dans le Lot-et-Garonne et 26 dans le Tarn-et-Garonne et une ZNIEFF de type 2, : 
« la Garonne et milieux riverains, en aval de Montréjeau » (6 874 ha), couvrant 93 communes dont 64 dans la Haute-Garonne, trois dans le Lot-et-Garonne et 26 dans le Tarn-et-Garonne.

Carte des ZNIEFF de type 1 et 2 à Bourret.
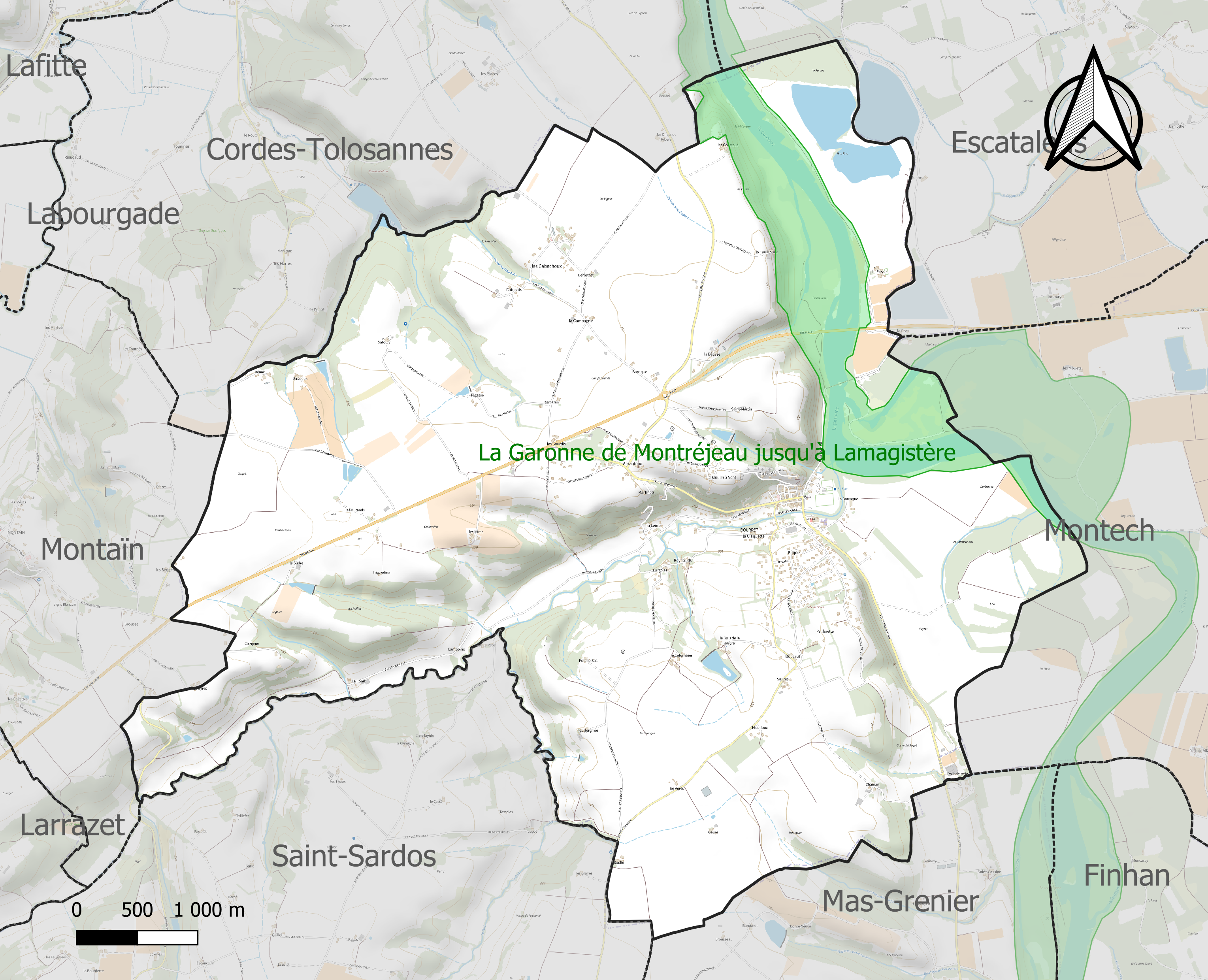
Carte de la ZNIEFF de type 1 sur la commune.
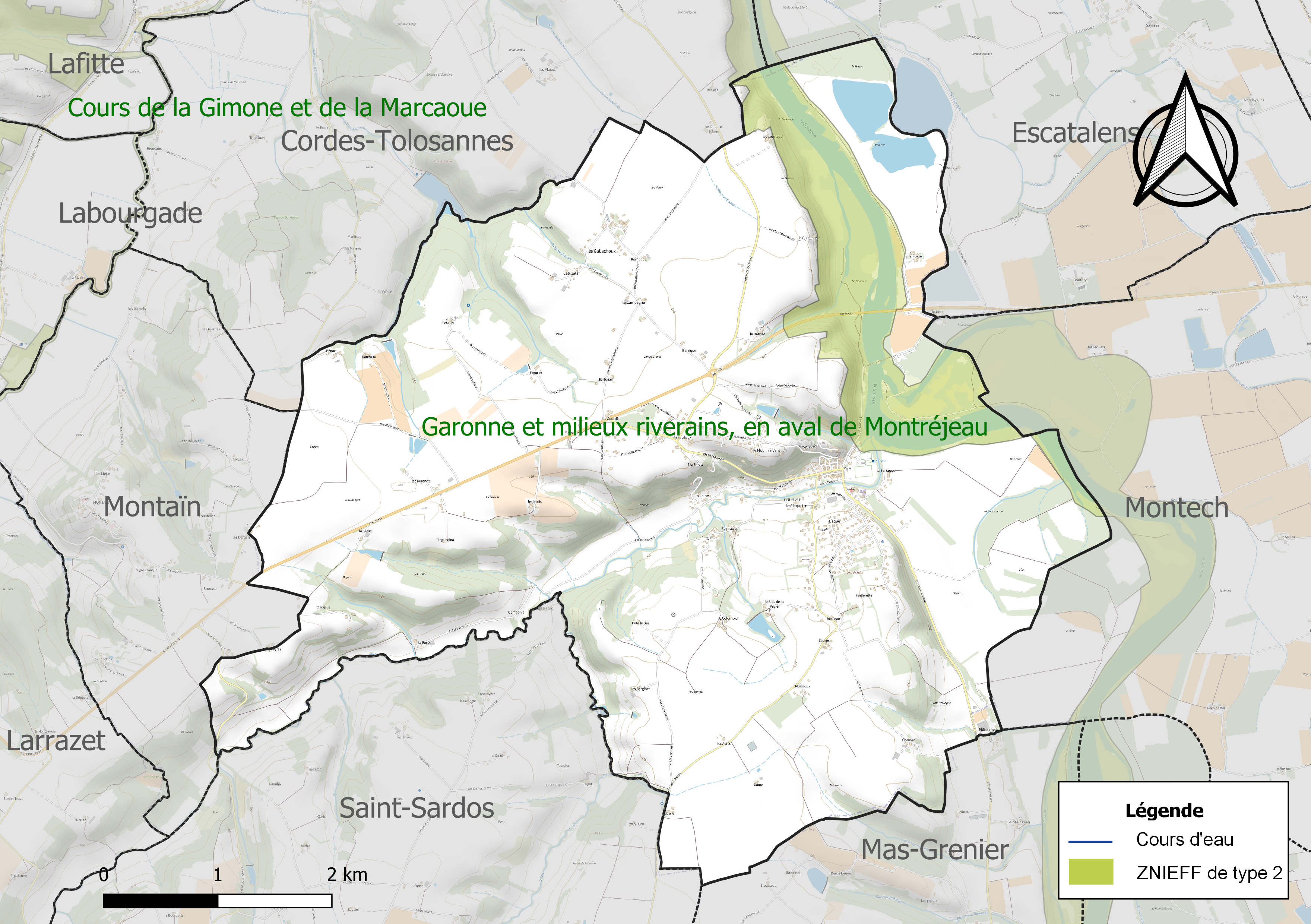
Carte de la ZNIEFF de type 2 sur la commune.

## Urbanisme

### Typologie
Au 1er janvier 2024, Bourret est catégorisée commune rurale à habitat dispersé, selon la nouvelle grille communale de densité à sept niveaux définie par l'Insee en 2022.
Elle est située hors unité urbaine. Par ailleurs la commune fait partie de l'aire d'attraction de Toulouse, dont elle est une commune de la couronne,. Cette aire, qui regroupe 527 communes, est catégorisée dans les aires de 700 000 habitants ou plus (hors Paris),.

### Occupation des sols
L'occupation des sols de la commune, telle qu'elle ressort de la base de données européenne d’occupation biophysique des sols Corine Land Cover (CLC), est marquée par l'importance des territoires agricoles (75,7 % en 2018), en diminution par rapport à 1990 (78,3 %). La répartition détaillée en 2018 est la suivante : 
terres arables (50,5 %), zones agricoles hétérogènes (19,4 %), forêts (14,1 %), eaux continentales (5 %), prairies (3,5 %), milieux à végétation arbustive et/ou herbacée (2,7 %), zones urbanisées (2,5 %), cultures permanentes (2,4 %). L'évolution de l’occupation des sols de la commune et de ses infrastructures peut être observée sur les différentes représentations cartographiques du territoire : la carte de Cassini (XVIIIe siècle), la carte d'état-major (1820-1866) et les cartes ou photos aériennes de l'IGN pour la période actuelle (1950 à aujourd'hui).

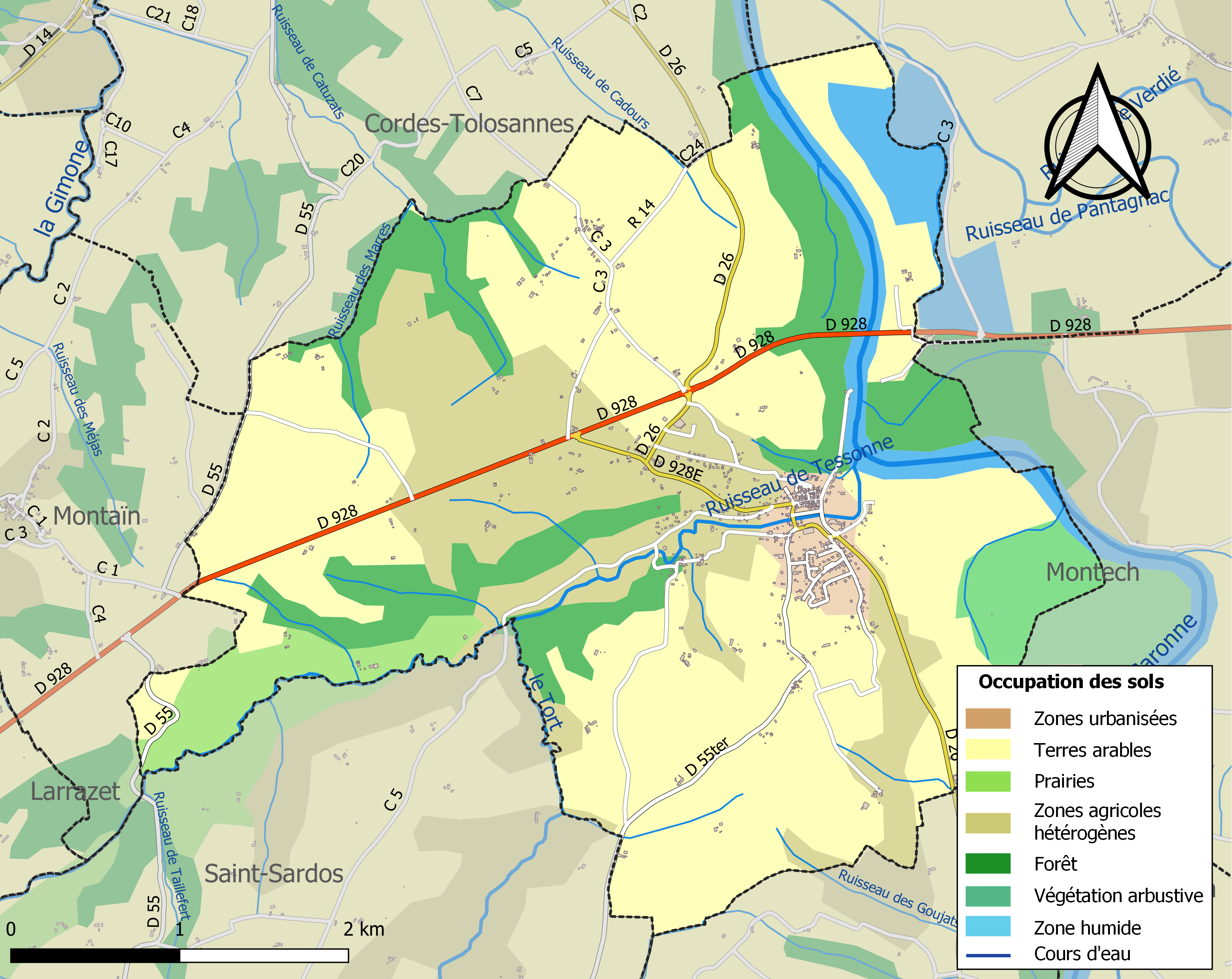
Carte des infrastructures et de l'occupation des sols de la commune en 2018 (CLC).

### Voies de communication et transports
Accès par la SNCF en gare de Montbartier ainsi que par la route nationale 128.
La ligne 933 du réseau liO relie la commune à Montauban et à Auch.

### Risques majeurs
Le territoire de la commune de Bourret est vulnérable à différents aléas naturels : météorologiques (tempête, orage, neige, grand froid, canicule ou sécheresse), inondations, mouvements de terrains et séisme (sismicité très faible). Il est également exposé à un risque technologique,  le transport de matières dangereuses. Un site publié par le BRGM permet d'évaluer simplement et rapidement les risques d'un bien localisé soit par son adresse soit par le numéro de sa parcelle.

#### Risques naturels
Certaines parties du territoire communal sont susceptibles d’être affectées par le risque d’inondation par débordement de cours d'eau, notamment la Garonne, le ruisseau de Tessonne et le Tort. La cartographie des zones inondables en ex-Midi-Pyrénées réalisée dans le cadre du XIe Contrat de plan État-région, visant à informer les citoyens et les décideurs sur le risque d’inondation, est accessible sur le site de la DREAL Occitanie. La commune a été reconnue en état de catastrophe naturelle au titre des dommages causés par les inondations et coulées de boue survenues en 1982, 1993, 1996, 1999, 2000, 2006 et 2015,.
Bourret est exposée au risque de feu de forêt. Le département de Tarn-et-Garonne présentant toutefois globalement un niveau d’aléa moyen à faible très localisé, aucun Plan départemental de protection des forêts contre les risques d’incendie de forêt (PFCIF) n'a été élaboré. Le débroussaillement aux abords des maisons constitue l’une des meilleures protections pour les particuliers contre le feu,.

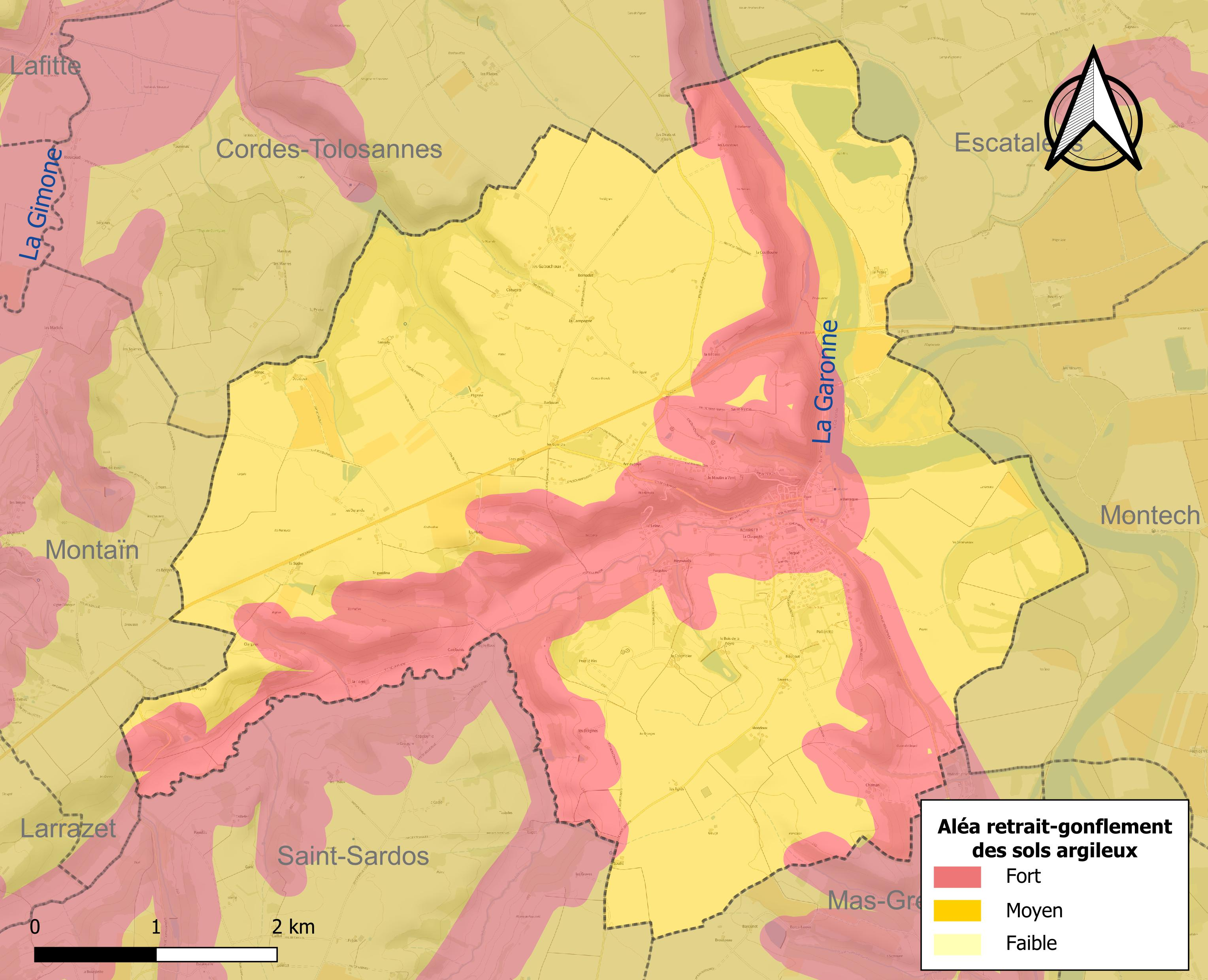
Carte des zones d'aléa retrait-gonflement des sols argileux de Bourret.

Les mouvements de terrains susceptibles de se produire sur la commune sont des tassements différentiels.
Le retrait-gonflement des sols argileux est susceptible d'engendrer des dommages importants aux bâtiments en cas d’alternance de périodes de sécheresse et de pluie. La totalité de la commune est en aléa moyen ou fort (92 % au niveau départemental et 48,5 % au niveau national). Sur les 380 bâtiments dénombrés sur la commune en 2019, 380 sont en aléa moyen ou fort, soit 100 %, à comparer aux 96 % au niveau départemental et 54 % au niveau national. Une cartographie de l'exposition du territoire national au retrait gonflement des sols argileux est disponible sur le site du BRGM,.
Par ailleurs, afin de mieux appréhender le risque d’affaissement de terrain, l'inventaire national des cavités souterraines permet de localiser celles situées sur la commune.
Concernant les mouvements de terrains, la commune a été reconnue en état de catastrophe naturelle au titre des dommages causés par la sécheresse en 1989, 1998, 2003, 2011 et 2012 et par des mouvements de terrain en 1999.

#### Risques technologiques
Le risque de transport de matières dangereuses sur la commune est lié à sa traversée par des infrastructures routières ou ferroviaires importantes ou la présence d'une canalisation de transport d'hydrocarbures. Un accident se produisant sur de telles infrastructures est susceptible d’avoir des effets graves sur les biens, les personnes ou l'environnement, selon la nature du matériau transporté. Des dispositions d’urbanisme peuvent être préconisées en conséquence.

## Toponymie
L'origine de Bourret remonte aux alentours des années 1150-1200. Son nom semble donné par la famille seigneuriale Borrel, que l'on retrouve dans le cartulaire de Saint-Sernin. Ce serait alors une possession léguée par cette famille.
La terminaison languedocienne -el devenue -et en gascon aurait donné le nom Borret puis son nom définitif Bourret.

## Histoire
Les archéologues font remonter l’origine de Bourret à la conquête de la Gaule par les Romains. Jusque vers le milieu du XIIIe siècle, il y eut des serfs à Bourret. Au XIIe siècle, une famille portant le nom de Bourret (de Borello) possédait la seigneurie de ce nom. L’un d’eux céda en 1240 au comte Raymond VII de Toulouse toutes ses possessions (château, ville, hommes). En 1357, la seigneurie passa aux mains de la famille de Terrides.
Au début du XIVe siècle, on évalue la population entre 700 et 800 habitants. La population à l’étroit dans l’enceinte fortifiée, se groupa au pied du coteau, dans le faubourg, dont l’existence est certaine en 1371. L’industrie du tissage du lin paraît avoir été prospère (en 1635 : 8 tisserands, 4 tailleurs, 3 cordonniers, 3 notaires, 11 marchands).
En 1638 : de 1100 à 1200 habitants ; en 1789 : de 1300 à 1400 habitants. À partir de cette date, soit par suite de la réduction du territoire, soit pour des raisons d’ordre économique, la population ne cesse de diminuer (1841 : 1057 hab., 1882 : 825 hab., 1908 : 698 hab., 1999 : 564 hab et de nos jours 841 habitants.
Le village avait alors sensiblement l’aspect actuel, avec ses trois rues montantes vers le château, et au bas du coteau deux rues parallèles au Ruisseau de Tessonne.

## Héraldique
| Blason de Bourret | Blason  | D'argent au canon de sable posé en bande.        |
| Blason de Bourret | Détails | Le statut officiel du blason reste à déterminer. |

## Politique et administration

### Administration municipale
Le nombre d'habitants au recensement de 2011 étant compris entre 500 et 1 499 habitants, le nombre de membres du conseil municipal pour l'élection de 2014 est de quinze,.

### Rattachements administratifs et électoraux
La commune fait partie de la deuxième circonscription de Tarn-et-Garonne de la communauté de communes Grand Sud Tarn-et-Garonne et du canton de Beaumont-de-Lomagne (avant le redécoupage départemental de 2014, Bourret faisait partie du canton de Verdun-sur-Garonne) et avant le 1er janvier 2017 elle faisait partie de la communauté de communes Garonne et Gascogne.

### Liste des maires
| Période                                  | Période  | Identité                 | Étiquette | Qualité |
| ---------------------------------------- | -------- | ------------------------ | --------- | ------- |
| Les données manquantes sont à compléter. |          |                          |           |         |
| 1851                                     | 1870     | Antoine Célestin Lafitte |           |         |
| 1871                                     | 1874     | François Mieulet         |           |         |
| 1875                                     | 1878     | Antoine Célestin Lafitte |           |         |
| 1878                                     | 1881     | Jean Palue               |           |         |
| 1881                                     | 1884     | François Labia           |           |         |
| 1884                                     | 1891     | Jean Delpon              |           |         |
| 1891                                     | 1900     | Jean Souric              |           |         |
| 1900                                     | 1925     | Antoine Bourthoumieu     |           |         |
| 1925                                     | 1927     | Pierre Bourthoumieu      |           |         |
| 1927                                     | 1929     | Antoine Bourthoumieu     |           |         |
| 1929                                     | 1947     | Raymond Gouze            |           |         |
| 1947                                     | 1965     | Émile Marrou             |           |         |
| 1965                                     | 1995     | Maurice Busquet          |           |         |
| 1995                                     | 2001     | Pierre Mahenc            |           |         |
| 2001                                     | 2008     | Maurice Chaubet          |           |         |
| 2008                                     | En cours | Frédéric Ius             |           |         |

## Population et société

### Démographie
L'évolution du nombre d'habitants est connue à travers les recensements de la population effectués dans la commune depuis 1793. Pour les communes de moins de 10 000 habitants, une enquête de recensement portant sur toute la population est réalisée tous les cinq ans, les populations de référence des années intermédiaires étant quant à elles estimées par interpolation ou extrapolation. Pour la commune, le premier recensement exhaustif entrant dans le cadre du nouveau dispositif a été réalisé en 2007.

En 2022, la commune comptait 974 habitants, en évolution de +8,34 % par rapport à 2016 (Tarn-et-Garonne : +3,12 %, France hors Mayotte : +2,11 %).
| 1793  | 1800  | 1806  | 1821  | 1831  | 1836  | 1841  | 1846  | 1851  |
| ----- | ----- | ----- | ----- | ----- | ----- | ----- | ----- | ----- |
| 1 417 | 1 255 | 1 257 | 1 428 | 1 209 | 1 074 | 1 057 | 1 057 | 1 060 |

| 1856 | 1861 | 1866 | 1872 | 1876 | 1881 | 1886 | 1891 | 1896 |
| ---- | ---- | ---- | ---- | ---- | ---- | ---- | ---- | ---- |
| 990  | 968  | 958  | 912  | 856  | 825  | 786  | 717  | 690  |

| 1901 | 1906 | 1911 | 1921 | 1926 | 1931 | 1936 | 1946 | 1954 |
| ---- | ---- | ---- | ---- | ---- | ---- | ---- | ---- | ---- |
| 674  | 698  | 690  | 619  | 609  | 610  | 580  | 547  | 606  |

| 1962 | 1968 | 1975 | 1982 | 1990 | 1999 | 2006 | 2007 | 2012 |
| ---- | ---- | ---- | ---- | ---- | ---- | ---- | ---- | ---- |
| 623  | 572  | 585  | 570  | 571  | 556  | 673  | 690  | 824  |

| 2017 | 2022 | - | - | - | - | - | - | - |
| ---- | ---- | - | - | - | - | - | - | - |
| 924  | 974  | - | - | - | - | - | - | - |

| selon la population municipale des années : | 1968 | 1975 | 1982 | 1990 | 1999 | 2006 | 2009 | 2013 |
| Rang de la commune dans le département      | 75   | 61   | 76   | 74   | 74   | 72   | 67   | 67   |
| Nombre de communes du département           | 195  | 195  | 195  | 195  | 195  | 195  | 195  | 195  |

## Économie

### Revenus
En 2018, la commune compte 361 ménages fiscaux, regroupant 888 personnes. La médiane du revenu disponible par unité de consommation est de 20 600 € (20 140 € dans le département).

### Emploi
|                | 2008  | 2013   | 2018   |
| -------------- | ----- | ------ | ------ |
| Commune        | 8,8 % | 10,3 % | 10,7 % |
| Département    | 8,4 % | 10,2 % | 10,3 % |
| France entière | 8,3 % | 10 %   | 10 %   |

En 2018, la population âgée de 15 à 64 ans s'élève à 579 personnes, parmi lesquelles on compte 80,5 % d'actifs (69,8 % ayant un emploi et 10,7 % de chômeurs) et 19,5 % d'inactifs,. Depuis 2008, le taux de chômage communal (au sens du recensement) des 15-64 ans est supérieur à celui de la France et du département.
La commune fait partie de la couronne de l'aire d'attraction de Toulouse, du fait qu'au moins 15 % des actifs travaillent dans le pôle,. Elle compte 100 emplois en 2018, contre 101 en 2013 et 95 en 2008. Le nombre d'actifs ayant un emploi résidant dans la commune est de 405, soit un indicateur de concentration d'emploi de 24,8 % et un taux d'activité parmi les 15 ans ou plus de 64 %.
Sur ces 405 actifs de 15 ans ou plus ayant un emploi, 74 travaillent dans la commune, soit 18 % des habitants. Pour se rendre au travail, 92 % des habitants utilisent un véhicule personnel ou de fonction à quatre roues, 1,5 % les transports en commun, 2,3 % s'y rendent en deux-roues, à vélo ou à pied et 4,3 % n'ont pas besoin de transport (travail au domicile).

### Activités hors agriculture

#### Secteurs d'activités
34 établissements sont implantés  à Bourret au 31 décembre 2019. Le tableau ci-dessous en détaille le nombre par secteur d'activité et compare les ratios avec ceux du département,.
| Secteur d'activité                                                                                        | Commune | Commune | Département |
| Secteur d'activité                                                                                        | Nombre  | %       | %           |
| --- | ------- | ------- | ----------- |
| Ensemble                                                                                                  | 34      |         |             |
| Industrie manufacturière, industries extractives et autres                                                | 8       | 23,5 %  | (9,6 %)     |
| Construction                                                                                              | 7       | 20,6 %  | (14,9 %)    |
| Commerce de gros et de détail, transports, hébergement et restauration                                    | 6       | 17,6 %  | (29,7 %)    |
| Information et communication                                                                              | 1       | 2,9 %   | (1,9 %)     |
| Activités financières et d'assurance                                                                      | 1       | 2,9 %   | (3,4 %)     |
| Activités spécialisées, scientifiques et techniques et activités de services administratifs et de soutien | 1       | 2,9 %   | (14,1 %)    |
| Administration publique, enseignement, santé humaine et action sociale                                    | 6       | 17,6 %  | (13,6 %)    |
| Autres activités de services                                                                              | 4       | 11,8 %  | (9,3 %)     |

Le secteur de l'industrie manufacturière, des industries extractives et autres est prépondérant sur la commune puisqu'il représente 23,5 % du nombre total d'établissements de la commune (8 sur les 34 entreprises implantées  à Bourret), contre 9,6 % au niveau départemental.

#### Entreprises et commerces
L'entreprise ayant son siège social sur le territoire communal qui génère le plus de chiffre d'affaires en 2020 est : 
- Entreprise De Maconnerie Generale Alain Bouvet, travaux de maçonnerie générale et gros œuvre de bâtiment (99 k€)

Viticulture : Saint-sardos (AOC).

### Agriculture
La commune est dans les « Vallées et Terrasses », une petite région agricole occupant le centre et une bande d'est en ouest  du département de Tarn-et-Garonne. En 2020, l'orientation technico-économique de l'agriculture  sur la commune est la polyculture et/ou le polyélevage. 
|               | 1988  | 2000  | 2010  | 2020  |
| ------------- | ----- | ----- | ----- | ----- |
| Exploitations | 52    | 39    | 26    | 22    |
| SAU (ha)      | 1 201 | 1 105 | 1 163 | 1 523 |

Le nombre d'exploitations agricoles en activité et ayant leur siège dans la commune est passé de 52 lors du recensement agricole de 1988  à 39 en 2000 puis à 26 en 2010 et enfin à 22 en 2020, soit une baisse de 58 % en 32 ans. Le même mouvement est observé à l'échelle du département qui a perdu pendant cette période 57 % de ses exploitations,. La surface agricole utilisée sur la commune a quant à elle augmenté, passant de 1 201 ha en 1988 à 1 523 ha en 2020. Parallèlement la surface agricole utilisée moyenne par exploitation a augmenté, passant de 23 à 69 ha.

### Enseignement
Bourret fait partie de l'académie de Toulouse.

### Activités sportives
Chasse, pétanque, pêche,

## Culture locale et patrimoine

### Lieux et monuments

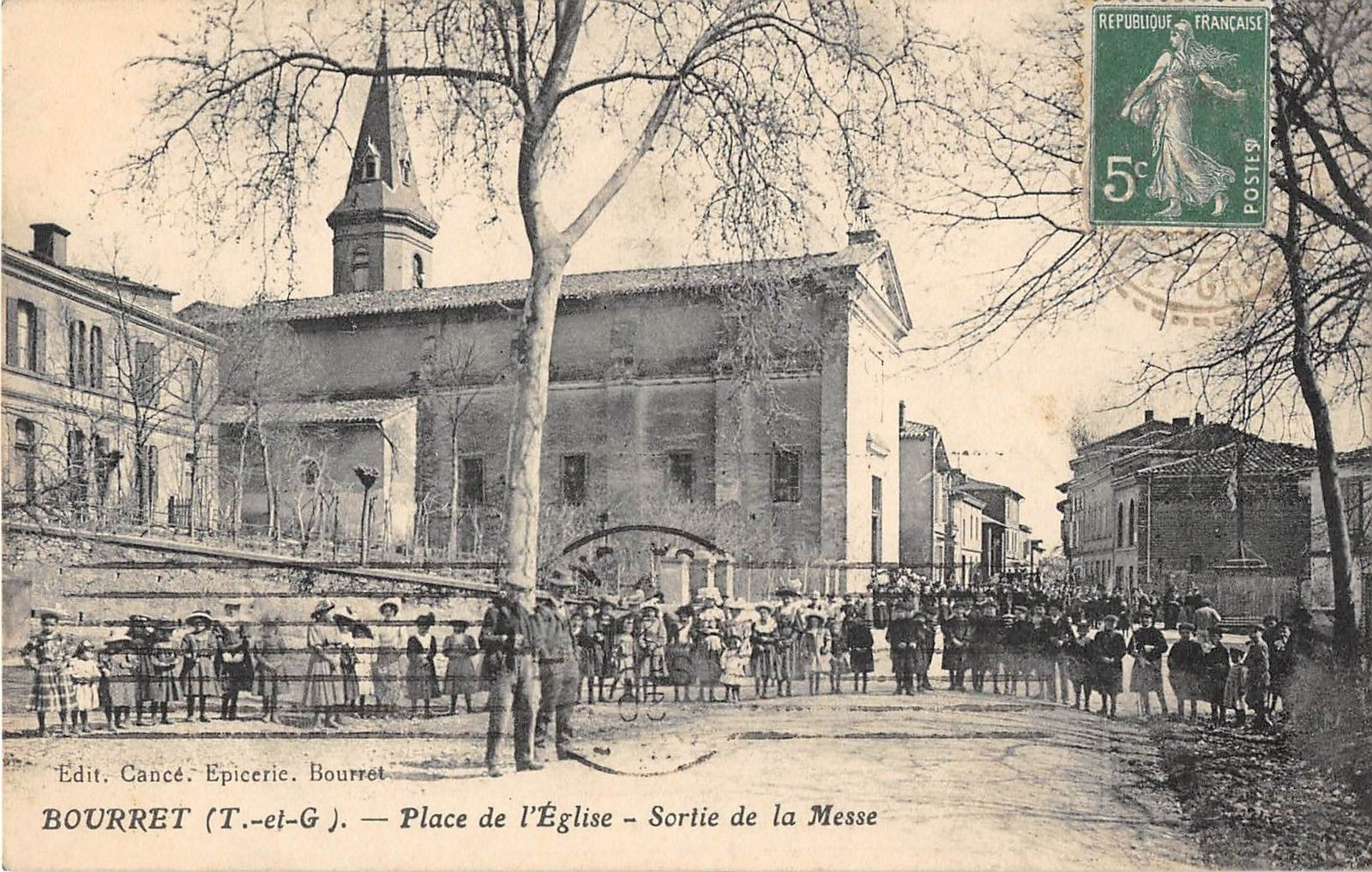
L'église et la place du village au début du XXe siècle.

- La commune contient un monument classé depuis le 30 septembre 1994 à l'inventaire des monuments historiques et aucun lieu ou monument répertorié à l'inventaire général du patrimoine culturel[51] :

le pont suspendu de Bourret, franchissant la Garonne, système Gisclard construit pour la ligne de Montauban à Verdun-sur-Garonne des Tramways de Tarn-et-Garonne,.
- L'église de l'Exaltation-de-la-Sainte-Croix domine le bourg de son clocher. Elle dépend de l'ensemble paroissial de Montech[54].
- L'église Saint-Aubin de Bourret.
- La chapelle Notre-Dame des Gabachoux.

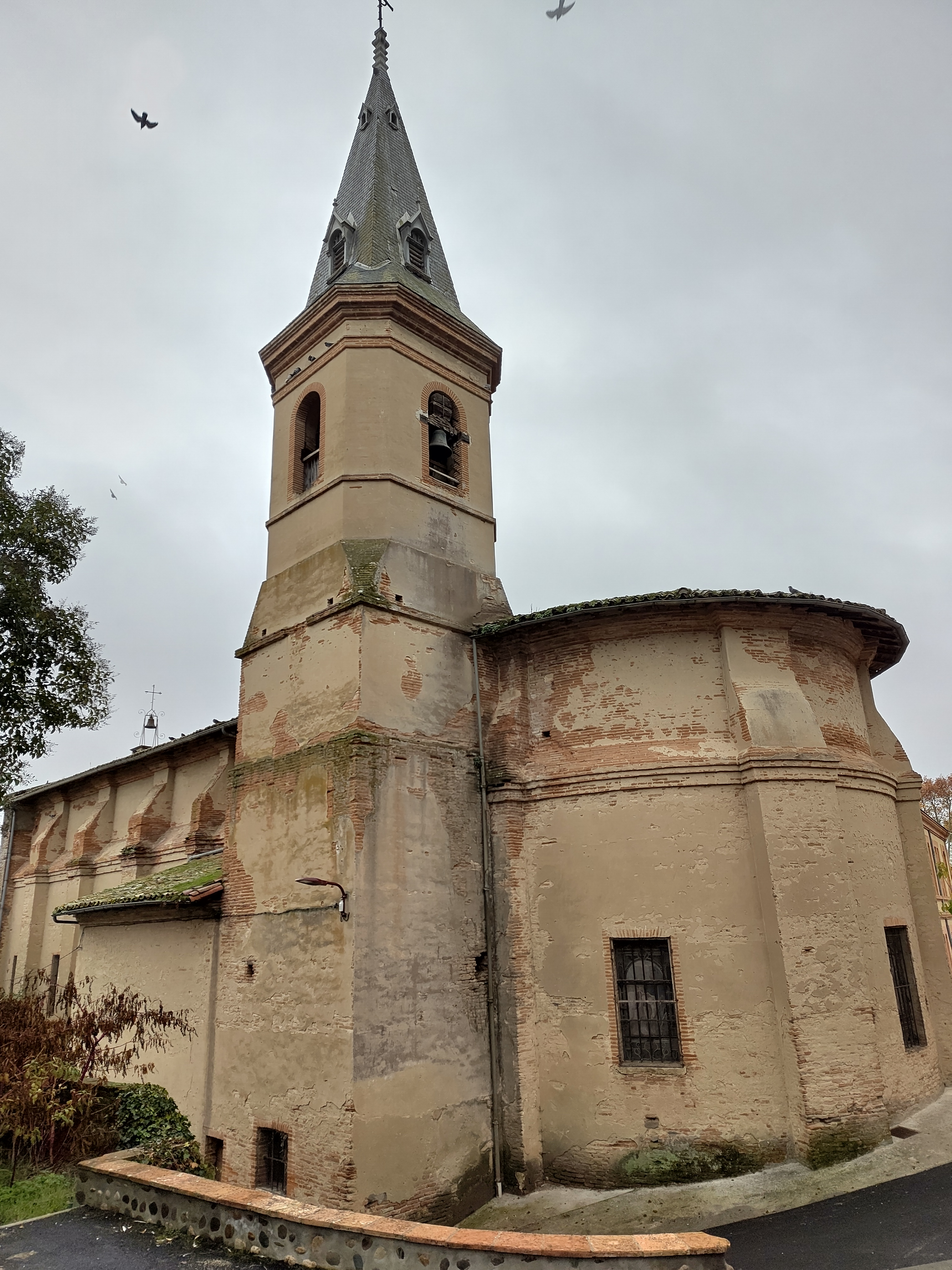
Eglise de l'Exaltation de la Sainte Croix.
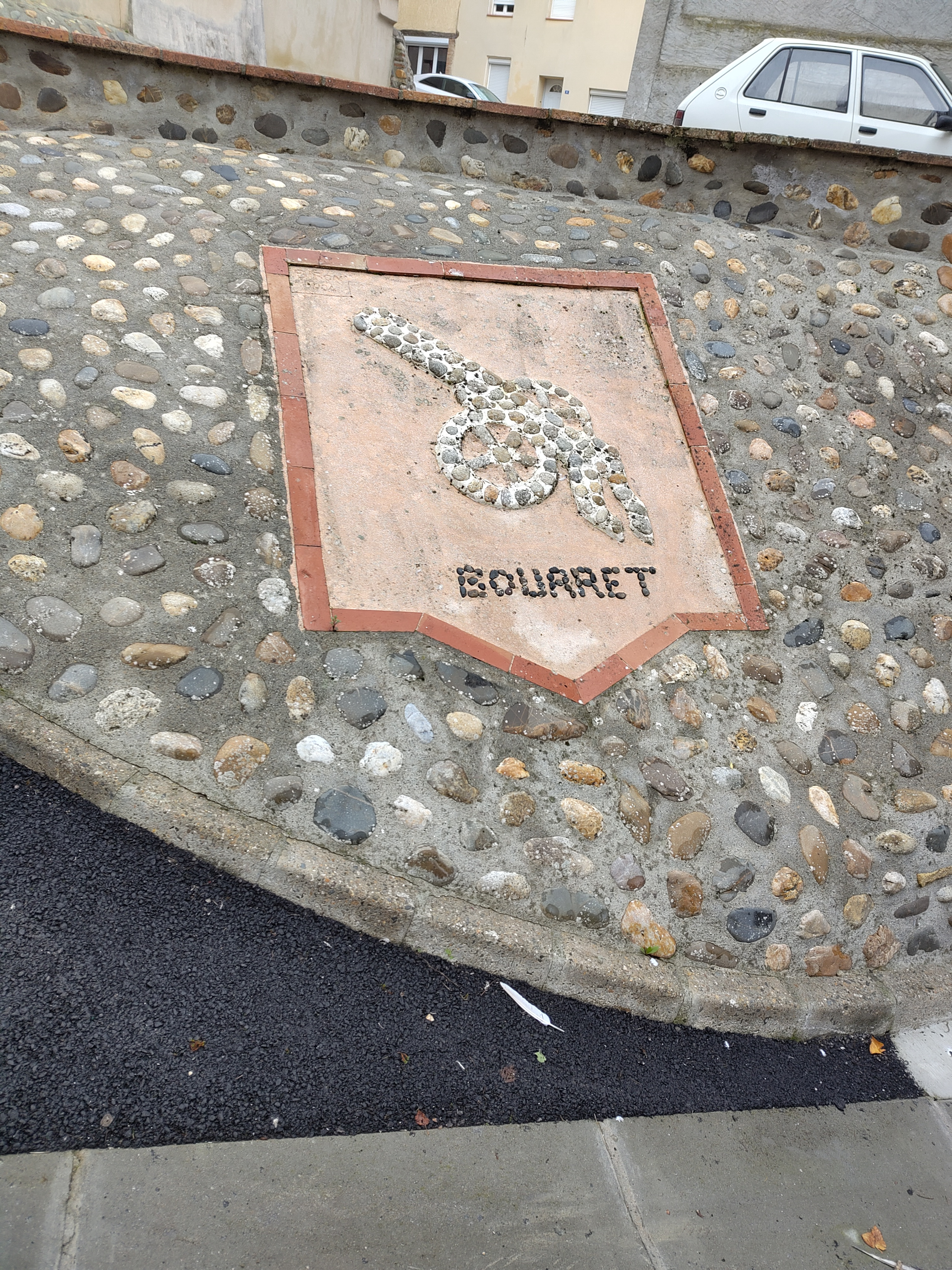
Blason réalisé ne Galet.
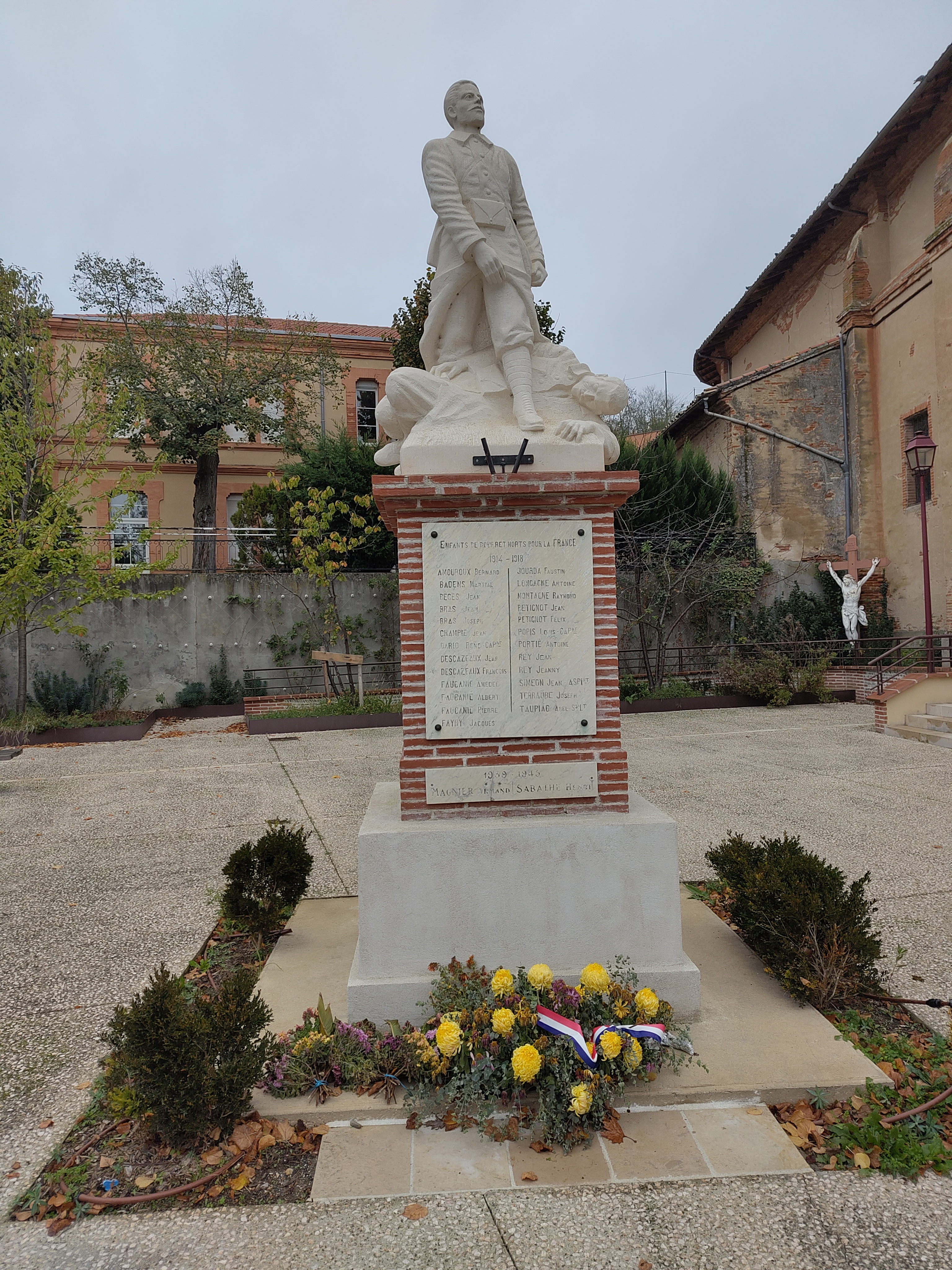
Monument au mort.

### Personnalités liées à la commune
- Guillaume Prunet, Poète Occitan[55]

## Pour approfondir